# Wahlkreis Cosenza (Camera dei deputati)
Der Wahlkreis Cosenza war von 1993 bis 2005 und ist seit 2017 wieder ein Wahlkreis (italienisch collegio elettorale) für die Wahl der Abgeordnetenkammer.

## Von 1993 bis 2005

### Wahlkreisgebiet
Der Wahlkreis umfasste 23 Gemeinden: Aiello Calabro, Altilia, Belsito, Bianchi, Carolei, Carpanzano, Cellara, Colosimi, Cosenza, Dipignano, Domanico, Grimaldi, Lago, Malito, Mangone, Marzi, Panettieri, Parenti, Paterno Calabro, Pedivigliano, Rogliano, Santo Stefano di Rogliano und Scigliano.

### Wahlergebnisse

#### Parlamentswahl 1994

##### Direktstimmen
| Kandidaten               | Kandidaten          | Parteien                                          | Stimmen | %    |
| ------------------------ | ------------------- | ------------------------------------------------- | ------- | ---- |
|                          | Benito Falvogewählt | Polo del Buon Governo (FI – AN – CCD – UdC – PLD) | 25.670  | 37,6 |
|                          | Pietro Mancini      | Progressisti                                      | 21.340  | 31,2 |
|                          | Ernesto Funaro      | Patto per l’Italia                                | 14.642  | 21,4 |
|                          | Battista Iacino     | Idea Città – La Svolta                            | 4.466   | 6,5  |
|                          | Francesco Dinapoli  | Movimento Meridionale                             | 1.234   | 1,8  |
|                          | Rita Mancini        | Movimento Federalista Calabria Libera             | 969     | 1,4  |
| Gesamt                   | Gesamt              | Gesamt                                            | 68.321  | 100  |
|                          |                     |                                                   |         |      |
| Ungültige Stimmen        | Ungültige Stimmen   | Ungültige Stimmen                                 | 9.153   | 11,8 |
| Wähler                   | Wähler              | Wähler                                            | 77.474  | 75,2 |
| Wahlberechtigte          | Wahlberechtigte     | Wahlberechtigte                                   | 102.975 |      |
|                          |                     |                                                   |         |      |
| Quelle: Innenministerium |                     |                                                   |         |      |

##### Listenstimmen
| Parteien                             | Parteien                                  | Parteien                                  | Stimmen | %    |
| ------------------------------------ | ----------------------------------------- | ----------------------------------------- | ------- | ---- |
|                                      | Polo del Buon Governo                     | Forza Italia                              | 14.275  | 21,1 |
| Alleanza Nazionale                   | Polo del Buon Governo                     | 13.075                                    | 19,3    |      |
| ↳ Gesamt                             | Polo del Buon Governo                     | 27.350                                    | 40,4    |      |
|                                      | Progressisti                              | Partito Democratico della Sinistra        | 13.265  | 19,6 |
| Partito della Rifondazione Comunista | Progressisti                              | 5.811                                     | 8,6     |      |
| Partito Socialista Italiano          | Progressisti                              | 2.319                                     | 3,4     |      |
| Federazione dei Verdi                | Progressisti                              | 1.889                                     | 2,8     |      |
| Alleanza Democratica                 | Progressisti                              | 1.883                                     | 2,8     |      |
| La Rete                              | Progressisti                              | 863                                       | 1,3     |      |
| ↳ Gesamt                             | Progressisti                              | 26.030                                    | 38,4    |      |
|                                      | Patto per l’Italia                        | Partito Popolare Italiano                 | 7.245   | 10,7 |
| Patto Segni                          | Patto per l’Italia                        | 4.428                                     | 6,5     |      |
| ↳ Gesamt                             | Patto per l’Italia                        | 11.673                                    | 17,2    |      |
|                                      | Socialdemocrazia per le Libertà           | Socialdemocrazia per le Libertà           | 808     | 1,2  |
|                                      | Idea Città                                | Idea Città                                | 570     | 0,8  |
|                                      | Liberal Democratici Europei               | Liberal Democratici Europei               | 342     | 0,5  |
|                                      | Unione Mediterranea                       | Unione Mediterranea                       | 327     | 0,5  |
|                                      | Movimento Meridionale                     | Movimento Meridionale                     | 281     | 0,4  |
|                                      | Movimento Liberaldemocratici e Socialisti | Movimento Liberaldemocratici e Socialisti | 222     | 0,3  |
|                                      | Movimento Cristiano Veritas               | Movimento Cristiano Veritas               | 162     | 0,2  |
| Gesamt                               | Gesamt                                    | Gesamt                                    | 67.765  | 100  |
|                                      |                                           |                                           |         |      |
| Ungültige Stimmen                    | Ungültige Stimmen                         | Ungültige Stimmen                         | 9.711   | 12,5 |
| Wähler                               | Wähler                                    | Wähler                                    | 77.476  | 75,2 |
| Wahlberechtigte                      | Wahlberechtigte                           | Wahlberechtigte                           | 102.975 |      |
|                                      |                                           |                                           |         |      |
| Quelle: Innenministerium             |                                           |                                           |         |      |

#### Parlamentswahl 1996

##### Direktstimmen
| Kandidaten               | Kandidaten         | Parteien            | Stimmen | %    |
| ------------------------ | ------------------ | ------------------- | ------- | ---- |
|                          | Paolo Palmagewählt | L’Ulivo             | 31.902  | 49,1 |
|                          | Faust D’Andrea     | Polo per le Libertà | 29.230  | 45,0 |
|                          | Marco Giancotti    | Fiamma Tricolore    | 3.833   | 5,9  |
| Gesamt                   | Gesamt             | Gesamt              | 64.965  | 100  |
|                          |                    |                     |         |      |
| Ungültige Stimmen        | Ungültige Stimmen  | Ungültige Stimmen   | 8.643   | 11,7 |
| Wähler                   | Wähler             | Wähler              | 73.608  | 71,5 |
| Wahlberechtigte          | Wahlberechtigte    | Wahlberechtigte     | 102.943 |      |
|                          |                    |                     |         |      |
| Quelle: Innenministerium |                    |                     |         |      |

##### Listenstimmen
| Parteien                                          | Parteien                             | Parteien                             | Stimmen | %    |
| ------------------------------------------------- | ------------------------------------ | ------------------------------------ | ------- | ---- |
|                                                   | Polo per le Libertà                  | Alleanza Nazionale                   | 17.818  | 26,9 |
| Forza Italia                                      | Polo per le Libertà                  | 11.732                               | 17,7    |      |
| CCD – CDU                                         | Polo per le Libertà                  | 4.489                                | 6,8     |      |
| ↳ Gesamt                                          | Polo per le Libertà                  | 34.039                               | 51,4    |      |
|                                                   | L’Ulivo                              | Partito Democratico della Sinistra   | 12.940  | 19,5 |
| Popolari per Prodi (PPI – SVP – PRI – UD – Prodi) | L’Ulivo                              | 4.517                                | 6,8     |      |
| Rinnovamento Italiano                             | L’Ulivo                              | 2.846                                | 4,3     |      |
| Federazione dei Verdi                             | L’Ulivo                              | 1.920                                | 2,9     |      |
| ↳ Gesamt                                          | L’Ulivo                              | 22.223                               | 33,5    |      |
|                                                   | Partito della Rifondazione Comunista | Partito della Rifondazione Comunista | 6.530   | 9,9  |
|                                                   | Fiamma Tricolore                     | Fiamma Tricolore                     | 1.451   | 2,2  |
|                                                   | Lista Pannella – Sgarbi              | Lista Pannella – Sgarbi              | 1.027   | 1,6  |
|                                                   | Partito Socialista                   | Partito Socialista                   | 836     | 1,3  |
|                                                   | Rinnovamento                         | Rinnovamento                         | 144     | 0,2  |
| Gesamt                                            | Gesamt                               | Gesamt                               | 66.250  | 100  |
|                                                   |                                      |                                      |         |      |
| Ungültige Stimmen                                 | Ungültige Stimmen                    | Ungültige Stimmen                    | 7.361   | 10,0 |
| Wähler                                            | Wähler                               | Wähler                               | 73.611  | 71,5 |
| Wahlberechtigte                                   | Wahlberechtigte                      | Wahlberechtigte                      | 102.943 |      |
|                                                   |                                      |                                      |         |      |
| Quelle: Innenministerium                          |                                      |                                      |         |      |

#### Parlamentswahl 2001

##### Direktstimmen
| Kandidaten               | Kandidaten                   | Parteien           | Stimmen | %    |
| ------------------------ | ---------------------------- | ------------------ | ------- | ---- |
|                          | Roberto Carusogewählt        | Casa delle Libertà | 31.372  | 46,7 |
|                          | Paolo Palma                  | L’Ulivo            | 28.080  | 41,8 |
|                          | Fortunato Achille Mario Deni | Democrazia Europea | 2.521   | 3,7  |
|                          | Beniamino Donnici            | Lista Di Pietro    | 2.461   | 3,7  |
|                          | Mario Gresia                 | Fiamma Tricolore   | 1.415   | 2,1  |
|                          | Antonio Marzano              | Lista Emma Bonino  | 1.382   | 2,1  |
| Gesamt                   | Gesamt                       | Gesamt             | 67.231  | 100  |
|                          |                              |                    |         |      |
| Ungültige Stimmen        | Ungültige Stimmen            | Ungültige Stimmen  | 6.615   | 9,0  |
| Wähler                   | Wähler                       | Wähler             | 73.846  | 74,3 |
| Wahlberechtigte          | Wahlberechtigte              | Wahlberechtigte    | 99.392  |      |
|                          |                              |                    |         |      |
| Quelle: Innenministerium |                              |                    |         |      |

##### Listenstimmen
| Parteien                               | Parteien                             | Parteien                             | Stimmen | %    |
| -------------------------------------- | ------------------------------------ | ------------------------------------ | ------- | ---- |
|                                        | Casa delle Libertà                   | Forza Italia                         | 17.345  | 26,0 |
| Alleanza Nazionale                     | Casa delle Libertà                   | 9.166                                | 13,7    |      |
| CCD – CDU                              | Casa delle Libertà                   | 2.268                                | 3,4     |      |
| Nuovo PSI                              | Casa delle Libertà                   | 1.478                                | 2,2     |      |
| ↳ Gesamt                               | Casa delle Libertà                   | 30.257                               | 45,4    |      |
|                                        | L’Ulivo                              | Democratici di Sinistra              | 16.473  | 24,7 |
| La Margherita (Dem – PPI – RI – Udeur) | L’Ulivo                              | 5.856                                | 8,8     |      |
| Il Girasole (FdV – SDI)                | L’Ulivo                              | 1.798                                | 2,7     |      |
| Partito dei Comunisti Italiani         | L’Ulivo                              | 1.127                                | 1,7     |      |
| ↳ Gesamt                               | L’Ulivo                              | 25.254                               | 37,9    |      |
|                                        | Partito della Rifondazione Comunista | Partito della Rifondazione Comunista | 3.396   | 5,1  |
|                                        | Lista Di Pietro                      | Lista Di Pietro                      | 2.614   | 3,9  |
|                                        | Democrazia Europea                   | Democrazia Europea                   | 2.038   | 3,1  |
|                                        | Lista Emma Bonino                    | Lista Emma Bonino                    | 1.963   | 2,9  |
|                                        | Fiamma Tricolore                     | Fiamma Tricolore                     | 1.033   | 1,5  |
|                                        | Paese Nuovo                          | Paese Nuovo                          | 65      | 0,1  |
|                                        | Abolizione Scorporo                  | Abolizione Scorporo                  | 62      | 0,1  |
| Gesamt                                 | Gesamt                               | Gesamt                               | 66.682  | 100  |
|                                        |                                      |                                      |         |      |
| Ungültige Stimmen                      | Ungültige Stimmen                    | Ungültige Stimmen                    | 7.185   | 9,7  |
| Wähler                                 | Wähler                               | Wähler                               | 73.867  | 74,3 |
| Wahlberechtigte                        | Wahlberechtigte                      | Wahlberechtigte                      | 99.392  |      |
|                                        |                                      |                                      |         |      |
| Quelle: Innenministerium               |                                      |                                      |         |      |

## Von 2017 bis 2020

### Wahlkreisgebiet
Der Wahlkreis umfasste Gemeinden: 

### Wahlergebnisse

#### Parlamentswahl 2018
| Kandidaten               | Kandidaten                 | Stimmen | %    | Listen                                      | Stimmen | %    |
| ------------------------ | -------------------------- | ------- | ---- | ------------------------------------------- | ------- | ---- |
|                          | Anna Laura Orricogewählt   | 68.065  | 51,9 | Movimento 5 Stelle                          | 68.065  | 51,9 |
|                          | Paolo Naccarato            | 32.089  | 24,5 | Forza Italia                                | 20.332  | 15,5 |
| Lega                     | Paolo Naccarato            | 32.089  | 24,5 | 5.639                                       | 4,3     |      |
| Fratelli d’Italia        | Paolo Naccarato            | 32.089  | 24,5 | 4.551                                       | 3,5     |      |
| Noi con l’Italia – UDC   | Paolo Naccarato            | 32.089  | 24,5 | 1.567                                       | 1,2     |      |
|                          | Giacomo Mancini            | 21.360  | 16,3 | Partito Democratico                         | 17.871  | 13,6 |
| +Europa                  | Giacomo Mancini            | 21.360  | 16,3 | 1.801                                       | 1,4     |      |
| Civica Popolare          | Giacomo Mancini            | 21.360  | 16,3 | 1.106                                       | 0,8     |      |
| Italia Europa Insieme    | Giacomo Mancini            | 21.360  | 16,3 | 582                                         | 0,4     |      |
|                          | Francesco Saverio Corbelli | 3.812   | 2,9  | Liberi e Uguali                             | 3.812   | 2,9  |
|                          | Francesco Campolongo       | 2.277   | 1,7  | Potere al Popolo!                           | 2.277   | 1,7  |
|                          | Andrea Aceto               | 927     | 0,7  | Il Popolo della Famiglia                    | 927     | 0,7  |
|                          | Carmelina Ignoto           | 807     | 0,6  | Italia agli Italiani (FT – FN)              | 807     | 0,6  |
|                          | Franca Eugenia Fucilla     | 654     | 0,5  | Partito Comunista                           | 654     | 0,5  |
|                          | Vittorio Boschelli         | 634     | 0,5  | CasaPound Italia                            | 634     | 0,5  |
|                          | Antonio Borrelli           | 274     | 0,2  | Per una Sinistra Rivoluzionaria (SCR – PCL) | 274     | 0,2  |
|                          | Giamaica Donato            | 219     | 0,2  | Partito Valore Umano                        | 219     | 0,2  |
|                          | Francesco Scolaro          | 92      | 0,1  | Lista del Popolo per la Costituzione        | 92      | 0,1  |
| Gesamt                   | Gesamt                     | 131.210 | 100  |                                             | 131.210 | 100  |
|                          |                            |         |      |                                             |         |      |
| Ungültige Stimmen        | Ungültige Stimmen          | 5.894   | 4,3  |                                             |         |      |
| Wähler                   | Wähler                     | 137.104 | 69,7 |                                             |         |      |
| Wahlberechtigte          | Wahlberechtigte            | 196.734 |      |                                             |         |      |
|                          |                            |         |      |                                             |         |      |
| Quelle: Innenministerium |                            |         |      |                                             |         |      |

## Seit 2020

### Wahlkreisgebiet
| Wahlkreise – Camera dei deputati – Kalabrien | Wahlkreise – Camera dei deputati – Kalabrien     | Wahlkreise – Camera dei deputati – Kalabrien                |
| Provinz                                      | Provinz                                          | Gemeinden nach Provinzen ⮞ Wahlkreis                        |
| -------------------------------------------- | ------------------------------------------------ | ----------------------------------------------------------- |
|                                              | Metropolitanstadt Reggio Calabria (97 Gemeinden) | 71 ⮞ Wahlkreis Reggio Calabria 26 ⮞ Wahlkreis Vibo Valentia |
|                                              | Provinz Catanzaro (80 Gemeinden)                 | alle ⮞ Wahlkreis Catanzaro                                  |
|                                              | Provinz Cosenza (150 Gemeinden)                  | 98 ⮞ Wahlkreis Cosenza 52 ⮞ Wahlkreis Corigliano-Rossano    |
|                                              | Provinz Crotone (27 Gemeinden)                   | alle ⮞ Wahlkreis Corigliano-Rossano                         |
|                                              | Provinz Vibo Valentia (50 Gemeinden)             | alle ⮞ Wahlkreis Vibo Valentia                              |

Der Wahlkreis umfasst 98 Gemeinden der Provinz Cosenza (Acquappesa, Aiello Calabro, Aieta, Altilia, Amantea, Aprigliano, Belmonte Calabro, Belsito, Belvedere Marittimo, Bianchi, Bisignano, Bonifati, Buonvicino, Carolei, Carpanzano, Casali del Manco, Castiglione Cosentino, Castrolibero, Cellara, Cerisano, Cervicati, Cerzeto, Cetraro, Cleto, Colosimi, Cosenza, Diamante, Dipignano, Domanico, Fagnano Castello, Falconara Albanese, Figline Vegliaturo, Fiumefreddo Bruzio, Fuscaldo, Grimaldi, Grisolia, Guardia Piemontese, Lago, Laino Borgo, Laino Castello, Lappano, Lattarico, Longobardi, Luzzi, Maierà, Malito, Malvito, Mangone, Marano Marchesato, Marano Principato, Marzi, Mendicino, Mongrassano, Montalto Uffugo, Mormanno, Mottafollone, Orsomarso, Panettieri, Paola, Papasidero, Parenti, Paterno Calabro, Pedivigliano, Piane Crati, Pietrafitta, Praia a Mare, Rende, Roggiano Gravina, Rogliano, Rose, Rota Greca, Rovito, San Benedetto Ullano, San Fili, San Lucido, San Marco Argentano, San Martino di Finita, San Nicola Arcella, San Pietro in Amantea, San Pietro in Guarano, San Sosti, San Vincenzo La Costa, Sangineto, Santa Caterina Albanese, Santa Domenica Talao, Santa Maria del Cedro, Santa Sofia d’Epiro, Sant’Agata di Esaro, Santo Stefano di Rogliano, Scalea, Scigliano, Serra d’Aiello, Spezzano della Sila, Tarsia, Torano Castello, Tortora, Verbicaro und Zumpano).

### Wahlergebnisse

#### Parlamentswahl 2022
| Kandidaten                          | Kandidaten               | Stimmen | %    | Listen                                                  | Stimmen | %    |
| ----------------------------------- | ------------------------ | ------- | ---- | ------------------------------------------------------- | ------- | ---- |
|                                     | Anna Laura Orricogewählt | 66.193  | 36,6 | Movimento 5 Stelle                                      | 66.193  | 36,6 |
|                                     | Andrea Gentile           | 65.711  | 36,4 | Fratelli d’Italia                                       | 30.120  | 16,7 |
| Forza Italia                        | Andrea Gentile           | 65.711  | 36,4 | 24.364                                                  | 13,5    |      |
| Lega per Salvini Premier            | Andrea Gentile           | 65.711  | 36,4 | 10.559                                                  | 5,8     |      |
| Noi Moderati                        | Andrea Gentile           | 65.711  | 36,4 | 668                                                     | 0,4     |      |
|                                     | Vittorio Pecoraro        | 28.590  | 15,8 | Partito Democratico – Italia Democratica e Progressista | 22.083  | 12,2 |
| Alleanza Verdi e Sinistra           | Vittorio Pecoraro        | 28.590  | 15,8 | 3.060                                                   | 1,7     |      |
| +Europa                             | Vittorio Pecoraro        | 28.590  | 15,8 | 2.116                                                   | 1,2     |      |
| Impegno Civico – Centro Democratico | Vittorio Pecoraro        | 28.590  | 15,8 | 1.331                                                   | 0,7     |      |
|                                     | Annunziata Paese         | 7.968   | 4,4  | Azione – Italia Viva                                    | 7.968   | 4,4  |
|                                     | Luisa Giglio             | 4.722   | 2,6  | Unione Popolare                                         | 4.722   | 2,6  |
|                                     | Anna D’Agni              | 2.206   | 1,2  | Italexit per l’Italia                                   | 2.206   | 1,2  |
|                                     | Sofiateresa Scerbo       | 1.962   | 1,1  | Italia Sovrana e Popolare                               | 1.962   | 1,1  |
|                                     | Vincenzo Fossari         | 1.082   | 0,6  | Partito Comunista Italiano                              | 1.082   | 0,6  |
|                                     | Michele Castellano       | 575     | 0,3  | Partito Animalista – UCDL – 10 Volte Meglio             | 575     | 0,3  |
|                                     | Giovanni Trombino        | 467     | 0,3  | Alternativa per l’Italia (PdF – Exit)                   | 467     | 0,3  |
|                                     | Alessandro Buccieri      | 365     | 0,2  | Forza del Popolo                                        | 365     | 0,2  |
|                                     | Saverina Sena            | 332     | 0,2  | Sud chiama Nord                                         | 332     | 0,2  |
|                                     | Carlo Florio             | 326     | 0,2  | Vita                                                    | 326     | 0,2  |
|                                     | Maria Assunta Lattuca    | 260     | 0,1  | Noi di Centro – Europeisti                              | 260     | 0,1  |
| Gesamt                              | Gesamt                   | 180.759 | 100  |                                                         | 180.759 | 100  |
|                                     |                          |         |      |                                                         |         |      |
| Ungültige Stimmen                   | Ungültige Stimmen        | 10.785  | 5,6  |                                                         |         |      |
| Wähler                              | Wähler                   | 191.544 | 55,4 |                                                         |         |      |
| Wahlberechtigte                     | Wahlberechtigte          | 346.013 |      |                                                         |         |      |
|                                     |                          |         |      |                                                         |         |      |
| Quelle: Innenministerium            |                          |         |      |                                                         |         |      |